# IC 4828
IC 4828 ist eine Galaxie vom Hubble-Typ S? im Sternbild Pfau am Südsternhimmel. Sie ist rund 168 Millionen Lichtjahre von der Milchstraße entfernt und hat einen Durchmesser von etwa 55.000 Lichtjahren. Die Galaxie gilt als Mitglied der IC 4845-Gruppe (LGG 427).
Im selben Himmelsareal befinden sich u. a. die Galaxien NGC 6746, IC 4824, IC 4831, IC 4833.
Das Objekt wurde am 13. August 1901 vom US-amerikanischen Astronomen DeLisle Stewart entdeckt.